# Pacífico de Cerano
Pacífico de Cerano (1424 - 4 de junho de 1482) - nascido Pacífico Ramati - era um padre católico romano italiano e um membro professo da Ordem dos Frades Menores. O Papa Bento XIV aprovou seu "culto" e o beatificou em 7 de julho de 1745.

## Vida

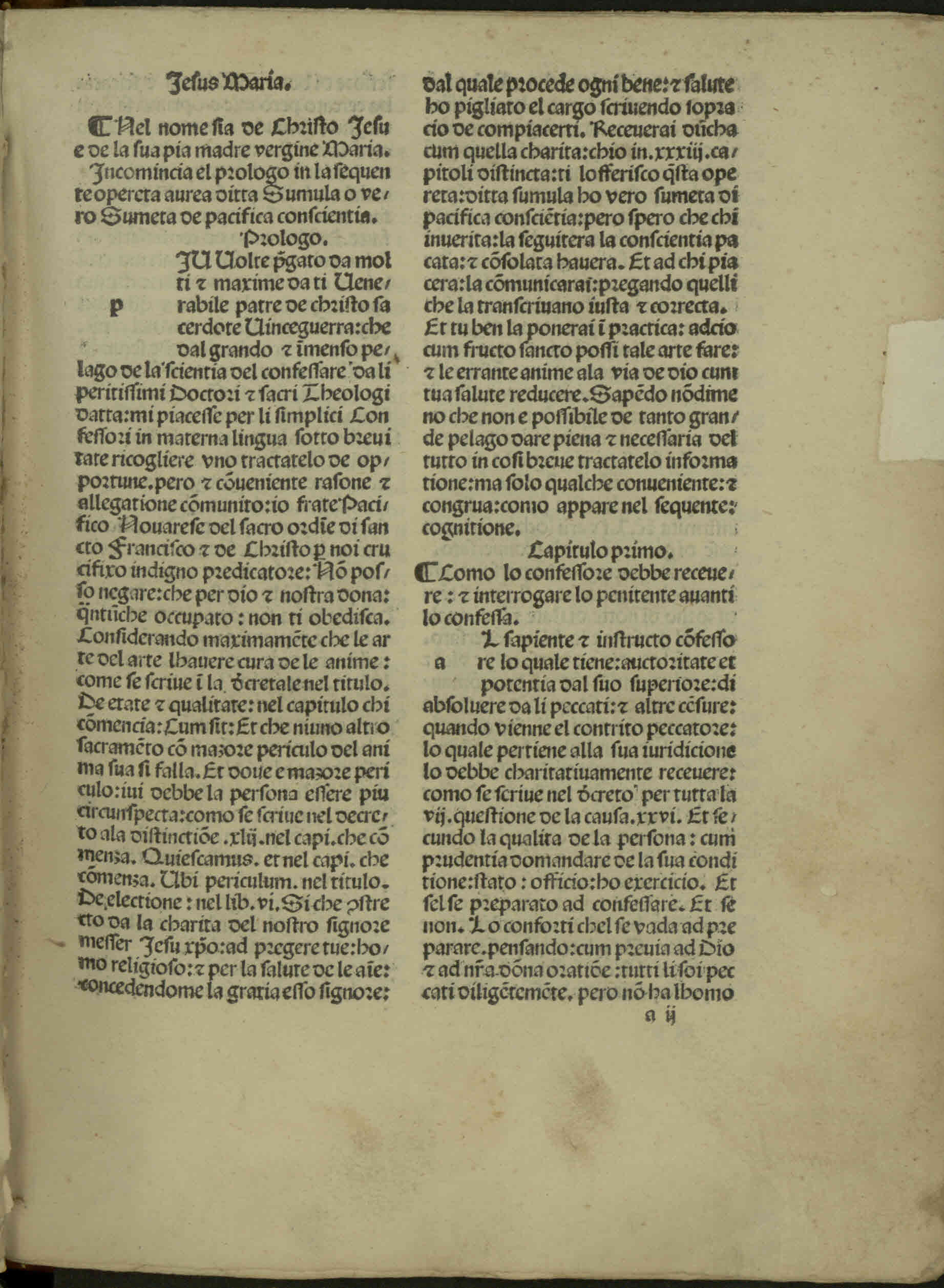
Sommola di pacifica coscienza, 1497

Pacífico Ramati nasceu em Novara em 1424. Ele ficou órfão em algum momento de sua infância.
Ramati decidiu se tornar um monge da Ordem de São Bento em seu convento de San Lorenzo, mas optou contra isso e decidiu se tornar um franciscano. Entrou para a Ordem dos Frades Menores - o convento dos Observantes de San Nazario - em Novara em 1445. Ele foi ordenado ao sacerdócio em 1452 e depois serviu como pregador, campo em que os observantes daquela época eram bastante proeminentes. Pacífico também participou da pregação da cruzada contra os turcos que sua ordem empreendeu. Ele havia recebido um doutorado da Sorbonne em Paris, no Reino da França.
O Capítulo Geral da Ordem celebrada em Ferrara - em 15 de maio de 1481 - enviou-o como comissário à Sardenha para administrar e fiscalizar os mosteiros franciscanos daquela região, onde posteriormente faleceu em 4 de junho de 1482; O Papa Sisto IV reforçou o pedido de Pacífico para ir para lá. De acordo com seu desejo, seus restos mortais foram levados para Cerano e enterrados na igreja anexa ao convento franciscano. Sua cabeça foi entregue à igreja paroquial daquele lugar como uma relíquia.

### Beatificação
O Papa Bento XIV - em 7 de julho de 1745 - aprovou seu "culto" e, portanto, o beatificou como resultado subsequente desse reconhecimento.

## Trabalhos publicados
Ele é conhecido como o autor de uma dissertação escrita em italiano e batizada em sua homenagem como Summa Pacifica, que discorre sobre o método adequado de ouvir confissões. Foi impresso pela primeira vez em Milão em 1479 sob o título: "Somma Pacifica o sia Trattato della Scienza di confessare". A obra também foi publicada em latim em Veneza em duas ocasiões, primeiro em 1501 e depois em 1513.